# Armando Massarenti
Armando Massarenti (Eboli, 1961) è un filosofo ed epistemologo italiano. Dal 12 giugno 2011 è responsabile del supplemento culturale Il Sole-24 Ore-Domenica, dove si occupa, dal 1986, di storia e filosofia della scienza, filosofia morale e politica, etica applicata, e dove tiene la rubrica Filosofia minima.

## Biografia
Armando Massarenti vive a Milano, dove dirige il supplemento culturale Domenica de Il Sole 24 Ore. 
Nel 1991 ha scritto, con Antonio Da Re, L'etica da applicare. Nel 1996 ha redatto, insieme a Carlo Flamigni, Maurizio Mori e Angelo Maria Petroni, il Manifesto di bioetica laica, che ha suscitato un vasto dibattito. È stato membro dell'Osservatorio di Bioetica della Fondazione Einaudi di Roma e dal 2012 fa parte del Comitato etico della Fondazione Umberto Veronesi, presieduto da Giuliano Amato.
Dal 1999 è direttore della rivista Etica ed economia (Nemetria).
Ha curato e introdotto diversi volumi di argomento filosofico-scientifico, come L'ingranaggio della libertà di David Friedman (Liberilibri, Macerata 1997), la Storia dell'astronomia di Giacomo Leopardi (La vita felice, Milano 1997), Rifare la filosofia di John Dewey (Donzelli, Roma 1998).
Per Feltrinelli ha curato e introdotto il volume Laicismo indiano (Milano, 1998), una raccolta di saggi del Premio Nobel per l'economia 1998 Amartya Sen.
Ha curato il numero monografico della Rivista di Estetica dedicato al dibattito su "Analitici e continentali" (1998) e, con Vittorio Possenti,  il volume Nichilismo, relativismo, verità. Un dibattito (Rubbettino, Soveria Mannelli, 2001)
Per Il Sole 24 Ore ha curato la collana I Grandi Filosofi (trenta volumi sui protagonisti della storia del pensiero, da Socrate a Wittgenstein, per i quali ha anche scritto le prefazioni, 2006-2007, confluite ne Il filosofo tascabile). Nel 2012 è in corso di pubblicazione una serie analoga dedicata ai grandi della scienza. 
Nel 2006 ha scritto Il lancio del nano e altri esercizi di filosofia minima per il quale gli sono stati conferiti il Premio Filosofico Castiglioncello 2007 e il premio di saggistica "Città delle Rose" 2007. 
Il lancio del nano è anche oggetto di un esperimento didattico, promosso dalla Società Filosofica Italiana (Sfi), attraverso il quale viene proposto un modo nuovo di motivare gli studenti allo studio della filosofia e alla capacità di argomentare in proprio. Dal libro è stato tratto anche uno spettacolo teatrale, per la regia di Claudio Longhi (prodotto da Mimesis).
Con Gilberto Corbellini e Pino Donghi ha curato e in parte scritto il volume Bi(bli)oetica. Istruzioni per l'uso (Einaudi, 2006), un dizionario di bioetica sui generis, dal quale il regista Luca Ronconi ha tratto l'omonimo spettacolo teatrale andato in scena a Torino, per il progetto Domani delle Olimpiadi invernali 2006.
Nel 2008 ha scritto Staminalia. le cellule etiche e i nemici della ricerca, una ricostruzione del dibattito etico e scientifico sulla ricerca sulle staminali, recensito, tra gli altri, da Elena Cattaneo sulla rivista Nature.
Nel 2009 ha scritto Il filosofo tascabile. Dai presocratici a Wittgenstein. 44 ritratti per una storia del pensiero in miniatura.
In contemporanea è uscito Stramaledettamente logico. Esercizi filosofici su pellicola (Laterza, Roma-Bari, 2009) una raccolta di saggi su cinema e filosofia (di Claudia Bianchi, Roberto Casati, Achille Varzi, Nicla Vassallo) di cui ha scritto introduzione e saggio conclusivo.
Ha insegnato come professore a contratto nelle università di Bologna, Lugano, Siena, Milano.
Dirige per Mondadori Università la collana "Scienza e filosofia".
Fa parte delle giurie di due premi per la divulgazione scientifica: il Premio Giovanni Maria Pace, promosso dalla SISSA di Trieste,  il Premio letterario Galileo per la divulgazione scientifica, legato al Campiello (Padova), e il premio letterario Merck Serono. È stato anche nella giuria del Premio del Giovedì "Marisa Rusconi", conferito ogni anno a Milano a un romanzo italiano opera prima.
Per la sua attività giornalistica e pubblicistica ha vinto diversi premi: nel 1993 il Premio Dondi per la Storia della Scienza, delle tecniche e dell'Industria (Padova); nel 2000 il Premio Voltolino per la divulgazione scientifica (Pisa); nel 2007 il Premio Mente e Cervello (Torino); nel 2011 il premio Capri, il premio Argil e il premio Capalbio; nel 2015 il Premio Città di Como.

## Opere
- L'etica da applicare. Una morale per prendere decisioni, con Antonio Da Re, Milano, Il Sole-24 Ore libri, 1991. ISBN 88-7187-087-5.
- Il lancio del nano e altri esercizi di filosofia minima, Parma, Guanda, 2006. ISBN 88-8246-950-6.
- Staminalia. Le cellule Etiche e i nemici della ricerca, Parma, Guanda, 2008. ISBN 978-88-6088-910-2.
- Il filosofo tascabile. Dai presocratici a Wittgenstein. 44 ritratti per una storia del pensiero in miniatura, Parma, Guanda, 2009. ISBN 978-88-6088-889-1.
- Dizionario delle idee non comuni, Parma, Guanda, 2010. ISBN 978-88-6088-851-8.
- Filosofia, sapere di non sapere. Le domande che hanno caratterizzato lo sviluppo del pensiero, con Emiliano Di Marco, con la collaborazione di Maria Amelia Mannella, 3 voll., Firenze, D'Anna, 2011-2012.
- Perché pagare le tangenti è razionale ma non vi conviene e altri saggi di etica politica, Parma, Guanda, 2012. ISBN 978-88-6088-763-4.
- Istruzioni per rendersi felici. [Come il pensiero antico salverà gli spiriti moderni], Milano, Guanda, 2014. ISBN 978-88-235-0479-0.
- La buona logica. Imparare a pensare, con Paolo Legrenzi, Milano, Cortina, 2015. ISBN 978-88-6030-785-9.
- Metti l'amore sopra ogni cosa. Una filosofia per stare bene con gli altri, Milano, Mondadori, 2017. ISBN 978-88-04-66972-2.